# Chemins de fer de l’État (Frankreich)

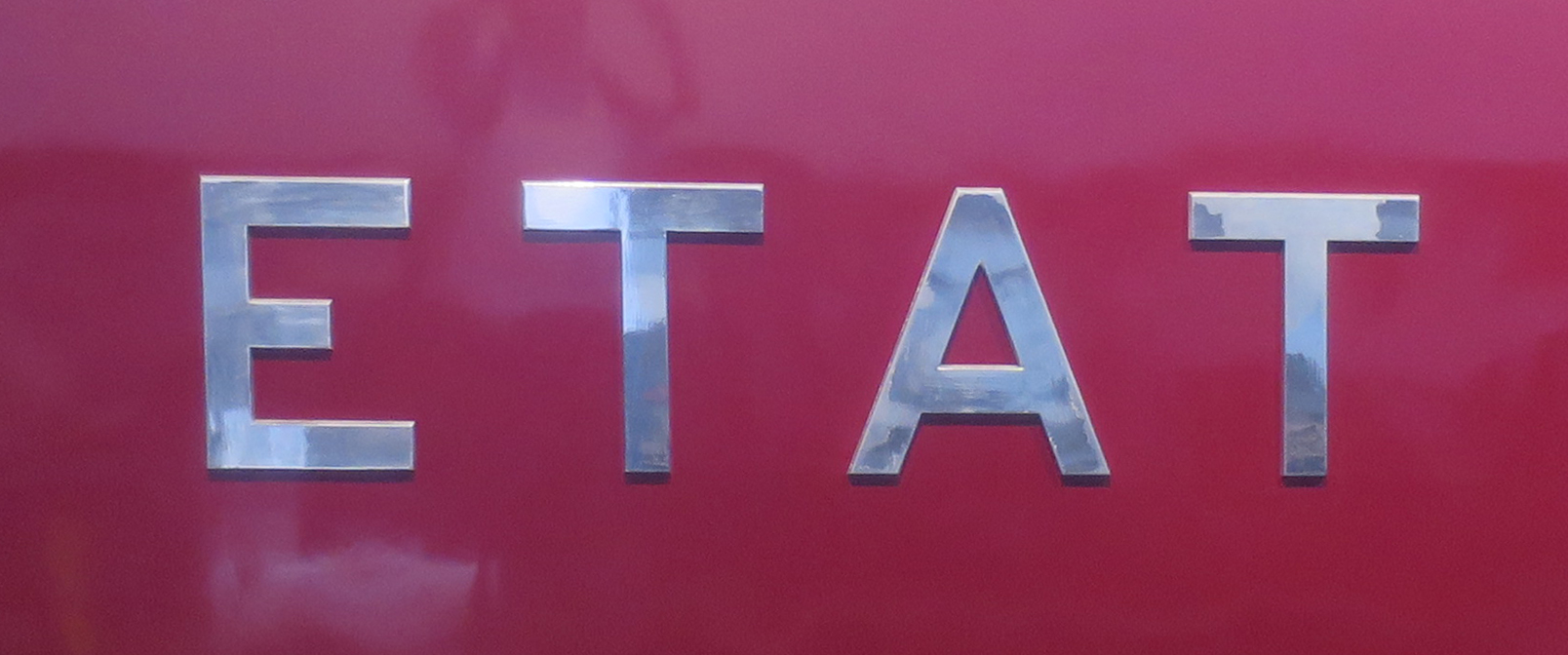
Logo der État am Dieseltriebwagen ZZy 24408 (Bugatti-Triebwagen) Eisenbahnmuseum Mülhausen

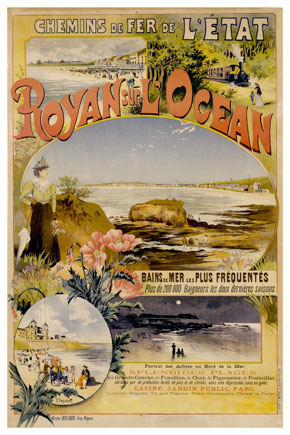
Werbeplakat der ETAT, 1895

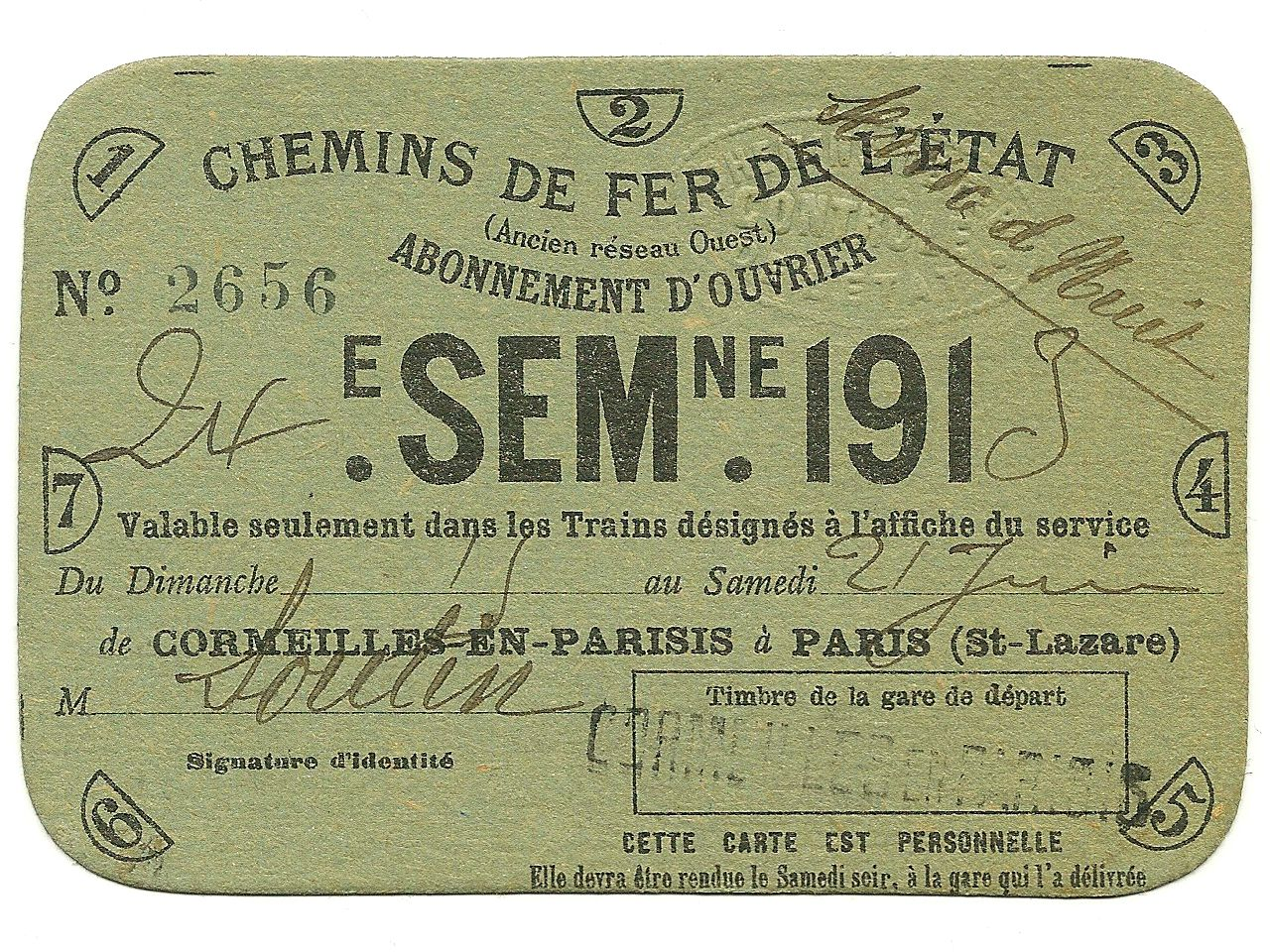
Wochenkarte der ETAT mit dem Vermerk: „Ancien réseau Ouest“ („ehemalige Westbahn“)

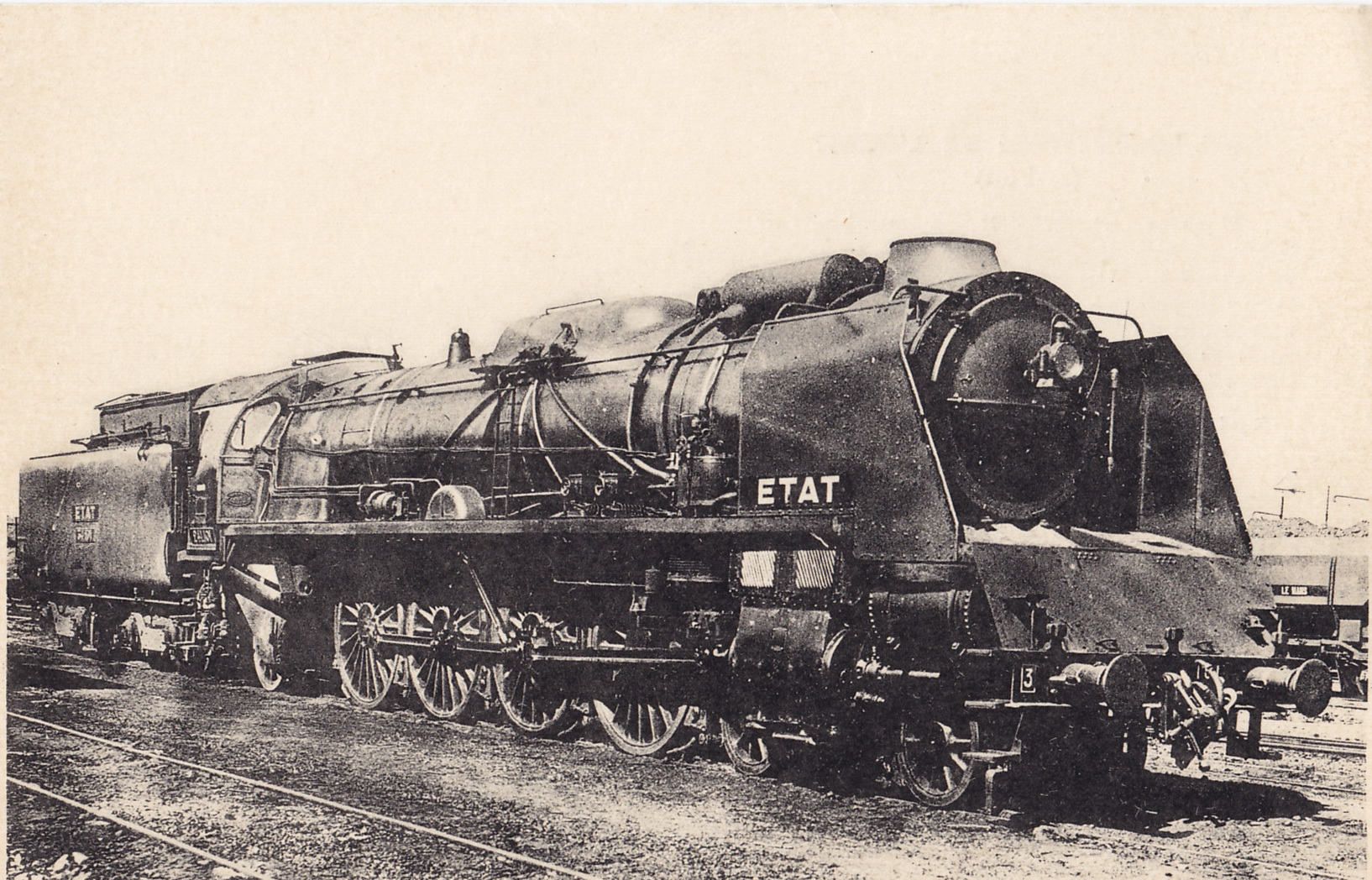
2D1-Lokomotive für schwere Schnellzüge

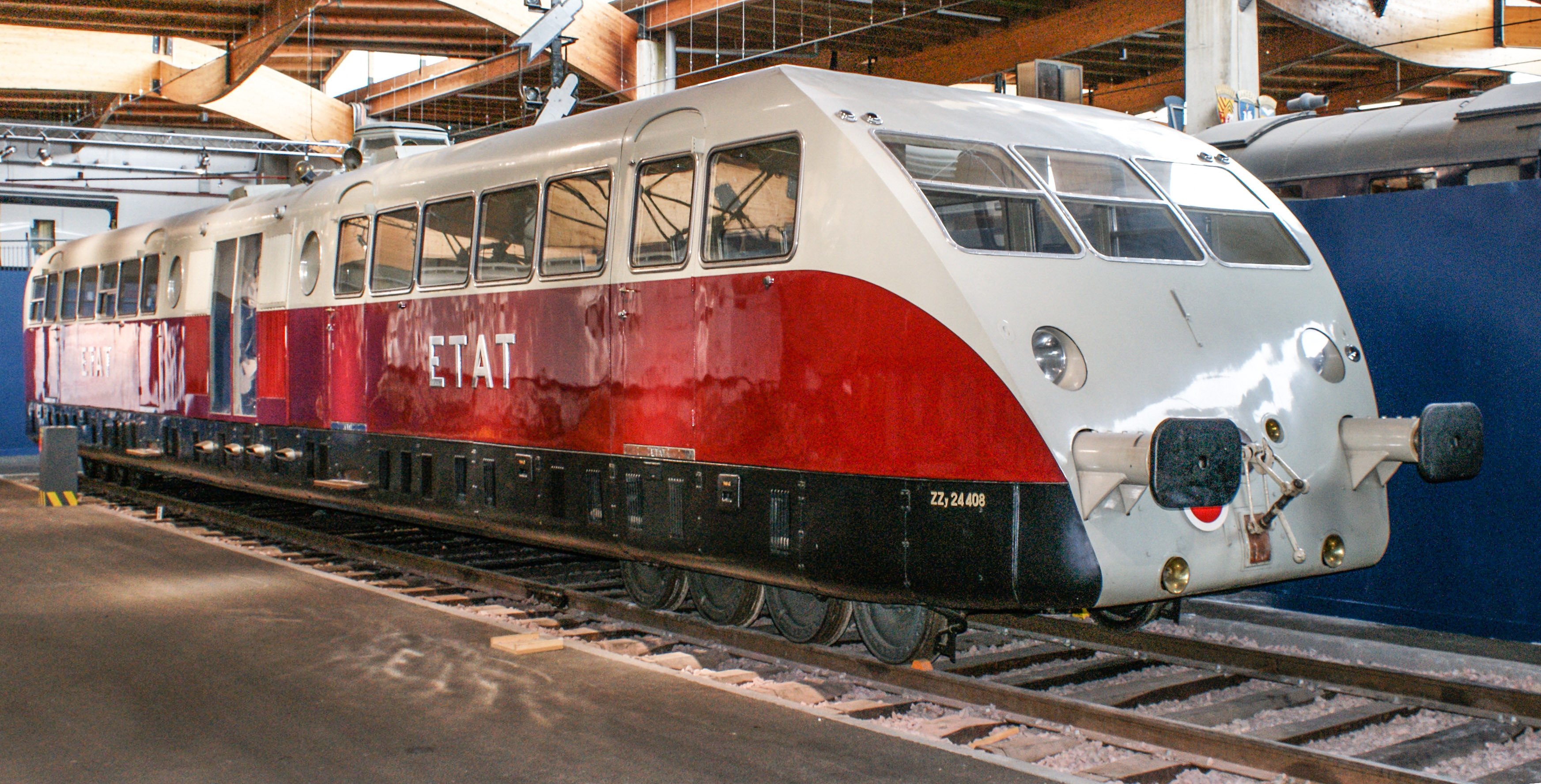
Bugatti-Triebwagen der ETAT

Die Chemins de fer de l’État (ETAT) waren von 1878 bis 1938 eine französische Staatsbahn neben dem sonst überwiegend privatwirtschaftlich organisierten Eisenbahnwesen.

## Geschichte

### Entstehung
1878 sah sich der französische Staat gezwungen, zehn Eisenbahnunternehmen, die von Insolvenz bedroht waren, zu übernehmen, um deren Verkehr weiter aufrechtzuerhalten. 2.615 km Eisenbahnstrecken waren betroffen, davon 1.575 km im Betrieb. Sie verteilten sich über ein Drittel des Staatsgebietes, hauptsächlich im Nordwesten und Westen Frankreichs. Es handelte sich nicht um ein zusammenhängendes Netz, so dass Inselbetriebe entstanden. Mit Gesetz vom 11. Juni 1878 wurde die Aufnahme eines Kredits über 331 Millionen Francs bewilligt, der mit 3 % verzinst werden und bis 1953 laufen sollte, um die Eigentümer zu entschädigen. Die „ETAT“ war als Auffanggesellschaft wirtschaftlich prekärer Eisenbahnbetriebe ohne Hauptstrecken, die über eine große Fläche verteilt und unzusammenhängend waren, zunächst von geringer wirtschaftlicher Bedeutung.

### Ausbau
Die gekauften Strecken wurden zwar ausgebaut und auch neue Strecken in Angriff genommen. Allerdings war der Staat tendenziell zunächst bestrebt, den defizitären Betrieb wieder loszuwerden. 1884 schloss er Verträge mit einigen großen Privatbahnen, mit denen er 17 ihm gehörige Strecken von 1215 km Länge an die Chemins de fer de l’Ouest (l’Ouest) (877 km), die Compagnie du chemin de fer de Paris à Orléans (P.O.) und andere Gesellschaften abtrat. Im Gegenzug verpflichteten sich die Gesellschaften, den Betrieb von Lokalbahnen in ihrem Einzugsgebiet nach Maßgabe der Regierung zu übernehmen. Dieses Abtreten von Strecken reduzierte die Zahl der Inselbetriebe. Die ETAT wurde weiter konsolidiert, indem sie von der P.O. 449 km Strecken übernahm. Die ETAT gewann dadurch ein in höherem Maß zusammenhängendes Netz mit insgesamt 2.112 km betriebener Strecken. Dieses hatte nun zwei Schwerpunkte: einen südlichen mit dem Mittelpunkt Tours und einen nördlichen mit dem Mittelpunkt Chartres.
Ebenfalls durch die Verträge von 1884 vorbereitet, teilten sich die ETAT und die Ouest ab dem 11. Juli 1886 die Strecke Paris–Chartres (88 km), wodurch die ETAT erstmals direkten Zugang nach Paris und durch die Eröffnung der Strecke Grave d’Ambarès–Bordeaux Zugang nach Bordeaux erhielt. Damit wurde auch eine Verbindung zwischen dem nördlichen und südlichen Betriebsgebiet und eine durchgehende, selbständige Linie von Paris nach Bordeaux neben der bereits bestehenden Bahnstrecke Paris–Bordeaux der Chemin de fer de Paris à Orléans (P.O.) geschaffen. Hinsichtlich der entsprechenden Anschlüsse wurde mit der P.O. schon 1883 die nötigen Vereinbarung getroffen. Die Netzlänge der ETAT betrug Ende 1885 2.253 km, Ende 1886 2.504 km.
Am 31. Dezember 1884 war die ETAT im Besitz von 524 Dampflokomotiven, 1705 Personen- und 14 239 Güterwagen.
Am 18. Dezember 1908 erfolgte die Verstaatlichung des Netzes der Ouest zum 1. Januar 1909. Die Ouest wurde faktisch, wenn auch noch nicht buchhalterisch – mit der ETAT fusioniert. Die ETAT wurde dadurch eine der großen Eisenbahngesellschaften Frankreichs. Durch die Fusion erhielt die ETAT mit den Pariser Bahnhöfen Saint-Lazare und Montparnasse auch erstmals eigene Bahnhöfe in der Hauptstadt. Ende 1910 umfasste das im Betrieb befindliche alte Netz der ETAT 2.831 km, das hinzugekommene Netz der Ouest 6.068 km. Die Länge des Gesamtnetzes betrug so 8.899 km. Die ETAT bezog ihre Lokomotiven oft aus Großbritannien, ab 1913 aus den USA. Die ETAT begann früh damit, die Pariser Vorortlinien mit Gleichstrom zu elektrifizieren. Zu den hierfür beschafften Fahrzeugen zählten die Triebwagen der Reihe Z 23700 aus rostfreiem Stahl nach einem Patent des US-Herstellers Budd.

### Ende
Die ETAT wurde 1938 in die neue Staatsbahn, die Société nationale des chemins de fer français (SNCF), integriert. Sie bildete nun deren Westregion (Region 3).

## Wissenswert
Von 1918 bis 1938 gab es neben der ETAT eine zweite französische Staatsbahn, die Administration des chemins de fer d’Alsace et de Lorraine (AL). Sie entstand nach der Übernahme der Reichseisenbahnen in Elsaß-Lothringen durch den französischen Staat in Folge des Ersten Weltkriegs.
1934 führte die ETAT unter der Bezeichnung Wagon-Camping ein besonderes Angebot zur Übernachtung für Urlauber ein.